# Igor Laikert
Igor Laikert (* 27. Februar 1991 in Zenica) ist ein bosnischer Skirennläufer.

## Weltcup
Im Weltcup fuhr Laikert seit der Saison 2010/11. Im Weltcup nahm er ausschließlich im Slalom und im Riesenslalom teil. Sein Weltcupdebüt gab er am 6. Januar 2011 im Slalom von Zagreb, Kroatien. Er konnte sich jedoch nicht für den zweiten Durchgang qualifizieren. In den nächsten drei Jahren fuhr er nur in Zagreb. Danach nahm er 2014 in Bormio, Kitzbühel und Kranjska Gora teil. Seinen ersten Riesenslalom fuhr Laikert am 26. Oktober 2014 in Sölden, den zweiten und zugleich sein letztes Weltcup-Rennen am 25. Oktober 2015 ebenfalls in Sölden. Laikert konnte nie im Weltcup punkten.

## Großereignisse
Laikert nahm erstmals bei einem Großereignis bei den Weltmeisterschaften 2011 in Garmisch-Partenkirchen teil. Dort erreichte er in der Kombination den 23. Platz. Sonst startete er in der Abfahrt und im Super-G. 2013 in Schladming nahm er in allen Disziplinen, außer dem Riesenslalom, teil, erreichte jedoch nur in der Kombination einen Platz in den Top 30. 2014 nahm Laikert an den Olympischen Winterspielen 2014 in Sotschi teil. Er startete in jeder Disziplin, konnte jedoch abermals nur in der Kombination in die Top 30 gelangen. Bei den Weltmeisterschaften 2015 in den USA konnte er keine nennenswerten Erfolge feiern. An den Weltmeisterschaften 2017 in St. Moritz schied er sowohl im Riesenslalom als auch im Slalom jeweils im 2. Lauf des Qualifikations-Rennens aus.

## Erfolge
- Bosnischer Slalom-Staatsmeister 2011